# Centre universitaire de formation des enseignants et des formateurs
Le Centre universitaire de formation des enseignants et des formateurs (CUFEF) est un établissement universitaire mulhousien rattaché à l'UHA, fondé en 1989. Il partage le campus de La Fonderie avec la Faculté des sciences économiques, sociales et juridiques de Mulhouse (FSESJ).
Le CUFEF dispense plusieurs formations axées sur l'éducation.

## Historique
Dans les années 1980, l'intérêt pour les métiers de l'enseignement pousse l'État à favoriser la création de cursus en sciences de l'éducation.
Le Centre universitaire de formation des enseignants et des formateurs (CUFEF) est fondé en 1989, il permet alors d'introduire au sein de l'UHA un cursus d'étude des sciences de l'éducation, inexistant jusqu'alors. Il est dirigé pendant deux ans par le directeur de l'UHA, à titre provisoire, jusqu'à ce qu'un enseignant-chercheur en sciences de l'éducation, Jacques Rousvoal, reprenne ce rôle, avant de se voir secondé d'une secrétaire peu de temps après.

## Formations proposées
Le CUFEF dispense plusieurs formations axées sur l'éducation et les sciences de l'éducation. Il s'agit d'études préprofessionnalisantes, enseignées par des professeurs issus de l'Institut universitaire de formation des maîtres, à des titulaires d'un DEUG souhaitant se tourner vers l'enseigneemnt.